# Ameletus ludens
Ameletus ludens is een haft uit de familie Ameletidae. De wetenschappelijke naam van de soort is voor het eerst geldig gepubliceerd in 1905 door Needham.
De soort komt voor in het Nearctisch gebied.